# Saint-Denis-de-Cabanne
Saint-Denis-de-Cabanne ist eine französische Gemeinde mit 1.252 Einwohnern (Stand: 1. Januar 2022) im Département Loire in der Region Auvergne-Rhône-Alpes. Die Gemeinde gehört zum Arrondissement Roanne und zum Kanton Charlieu.

## Geografie
Saint-Denis-de-Cabanne liegt etwa 18 Kilometer nordöstlich von Roanne am Sornin und seinem Zufluss Botoret. Umgeben wird Saint-Denis-de-Cabanne von den Nachbargemeinden Saint-Edmond im Norden, Saint-Martin-de-Lixy im Nordosten, Maizilly im Osten, Mars im Südosten, Chandon im Süden, Charlieu im Westen und Südwesten sowie Saint-Bonnet-de-Cray im Nordwesten.

## Bevölkerungsentwicklung
| Jahr                       | 1962 | 1968 | 1975 | 1982 | 1990 | 1999 | 2006 | 2017 |
| Einwohner                  | 1320 | 1413 | 1431 | 1416 | 1357 | 1293 | 1305 | 1251 |
| Quellen: Cassini und INSEE |      |      |      |      |      |      |      |      |

## Sehenswürdigkeiten
- Kirche Saint-Denis
- Schloss Gatellier aus dem 17. Jahrhundert

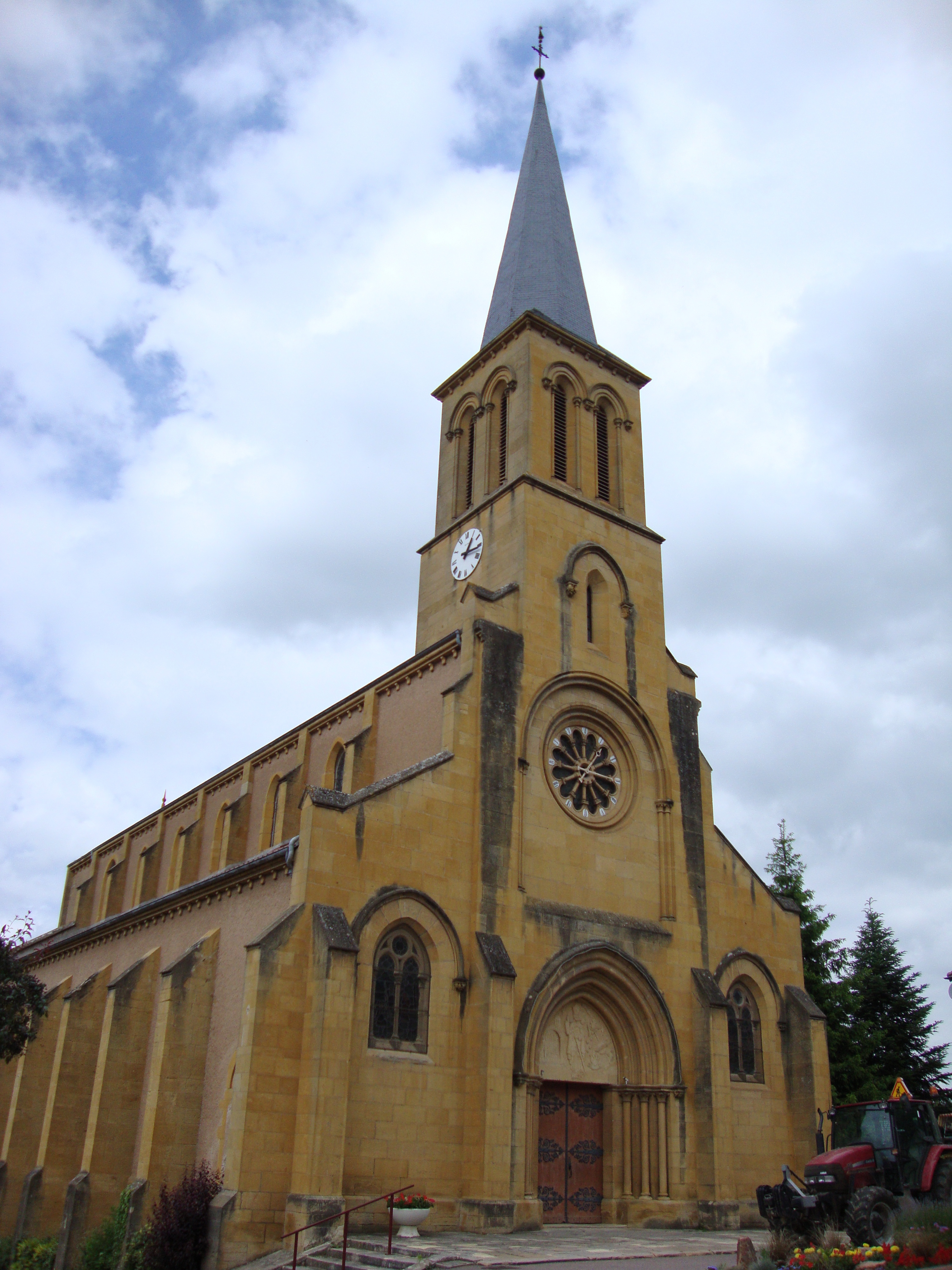
Kirche
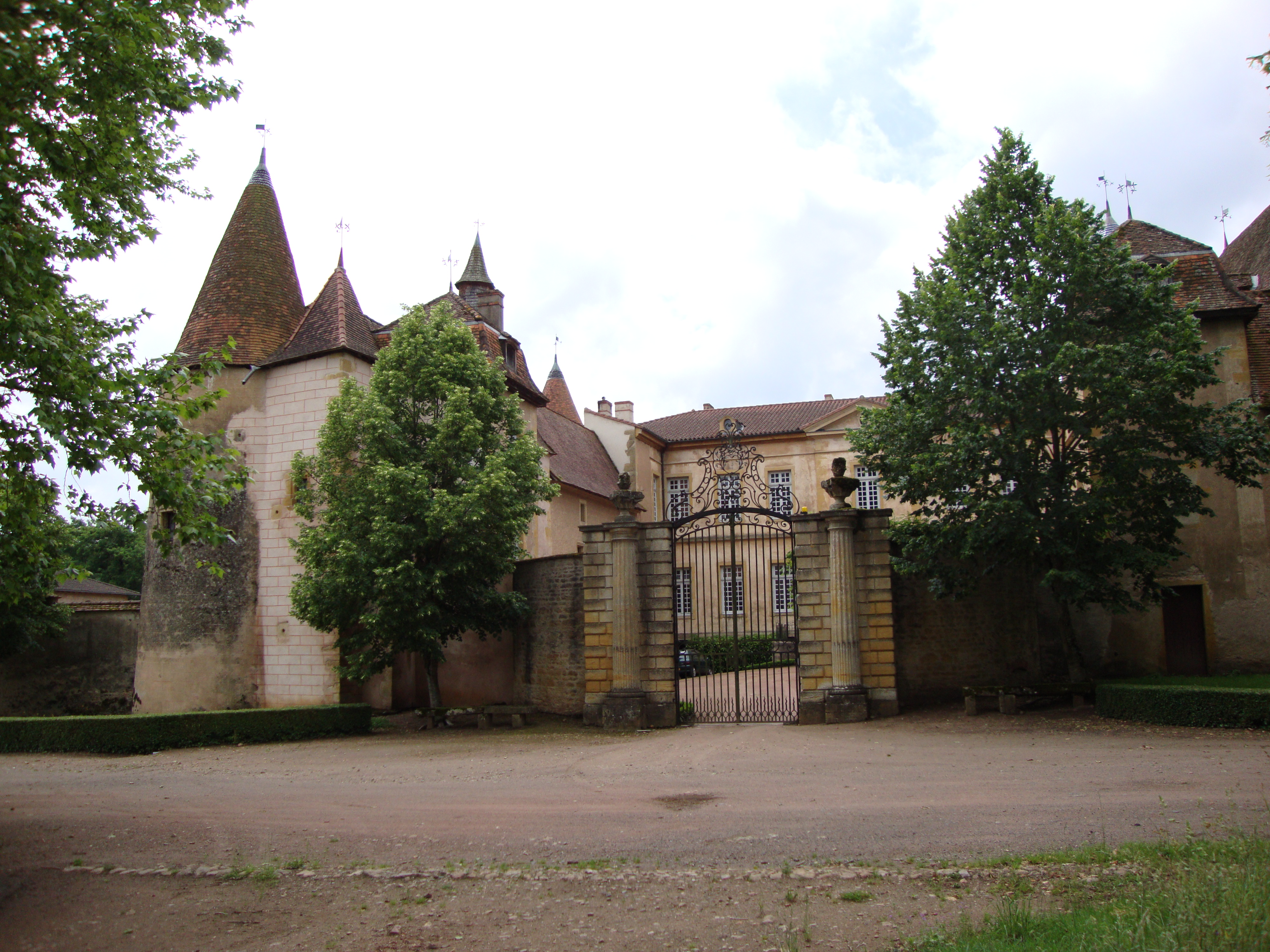
Schloss Gatellier